# Teoría de la actividad
La Teoría de la actividad es una metateoría, paradigma, o marco de estudio psicológico, con raíces dadas por la psicología histórico-cultural del psicólogo soviético Lev Vygotski. Sus fundadores fueron Alekséi Leóntiev (1903-1979) y Serguéi Rubinstein (1889-1960), quienes buscaban entender las actividades humanas como complejos fenómenos socialmente situados, e ir más allá de los paradigmas del psicoanálisis y de la psicología conductista. Esta se convirtió en una de las mayores aproximaciones psicológicas en la antigua Unión Soviética, siendo usada ampliamente, tanto en la psicología teórica como en la aplicada, en áreas como la educación, entrenamiento, ergonomía, psicología del trabajo y psicología social.

## Historia de la teoría de la actividad
Los orígenes de la teoría de la actividad se pueden encontrar en muchas fuentes, las cuales han dado lugar a varios hilos de desarrollo complementarios y entrelazados. Este artículo se enfoca en dos de los hilos más importantes. El primero está asociado con el Instituto de Psicología de Moscú, en particular con la troika de jóvenes investigadores, Lev Vygotski (1896–1934), Aleksandr Lúriya (1902–77) y Alekséi Leóntiev (1903–79). Vygotski fundó la psicología cultural-histórica, un hilo importante de la aproximación hacia la actividad; Leóntiev, uno de los fundadores principales de la teoría de la actividad, continuó y atacó el trabajo de Vygotski. La formulación general de la teoría de la actividad de Leóntiev es, a día de hoy, la más influyente en los desarrollos postsoviéticos y ha sido ampliamente usada en investigaciones social-científicas y organizacionales en lugar de la investigación psicológica.

Diagrama de la teoría de la actividad.

### Pasos de la Estructura de la Actividad
- Motivo - Actividad Orientadora Investigativa
- Búsqueda de Estrategias
- Elaboración de un Plan
- Ejecución del Plan
- Control durante la Realización
- Corrección

## Desarrollos en teoría de la actividad
La teoría de la actividad es dinámica. Puede ser usada en una variedad de disciplinas para entender el actuar de la gente.